# Châteauneuf-d'Oze

Châteauneuf-d'Oze este o comună în departamentul Hautes-Alpes, Franța. În 1 ianuarie 2022 avea o populație de 30 de locuitori.